# Бари Гринстейн
Бари Гринстейн е професионален покер играч от САЩ. Става известен покрай множеството си участия на Световния покер тур и Световните серии по покер.

## Биография
Роден е на 30 декември 1954 в Чикаго, Илинойс. Като младеж е спокойно момче с интерес към математиката, като впоследствие следва компютърни науки в Университета на Илинойс. Покер започва да играе точно там, като в началото е просто игра, но с времето разбира, че е повече от обикновена игра с карти. Започва да изгражда стратегии и тактики, като всеки ден в игрите с колеги се усъвършенства още и още. Когато завършва университета, написва книгата „Ace on the River“, която представлява покер учител, съдържащ съвети и стратегии.

## Професионална кариера
| Година | Турнир                      | Награда (US$) |
| ------ | --------------------------- | ------------- |
| 2004   | $5000 No Limit draw (poker) | $296 200      |
| 2005   | $1500 Pot Limit Omaha       | $128 505      |
| 2008   | $1500 Razz                  | $157 619      |

## Любопитно
Бари е сред, малкото покерджии които даряват средства за благотворителност и некорпоративни учреждения. Поради тази си дейност е известен сред покер играчите с прозвището „Робин Худ на покера“. Children Incorporated е организацията, която той спонсорира със собствени средства.